# كلينت إيفانز
كلينت إيفانز (بالإنجليزية: Clint Evans)‏ هو لاعب كرة قاعدة أمريكي، ولد في 2 أبريل 1889، وتوفي في 10 مارس 1975.